# Lioberus
Lioberus is een geslacht van tweekleppigen uit de familie van de Mytilidae.

## Soorten
- Lioberus agglutinans (Cantraine, 1835)
- Lioberus castaneus (Say, 1822)
- Lioberus ligneus (Reeve, 1858)
- Lioberus salvadoricus (Hertlein & Strong, 1946)